# Csehország alkotmánya

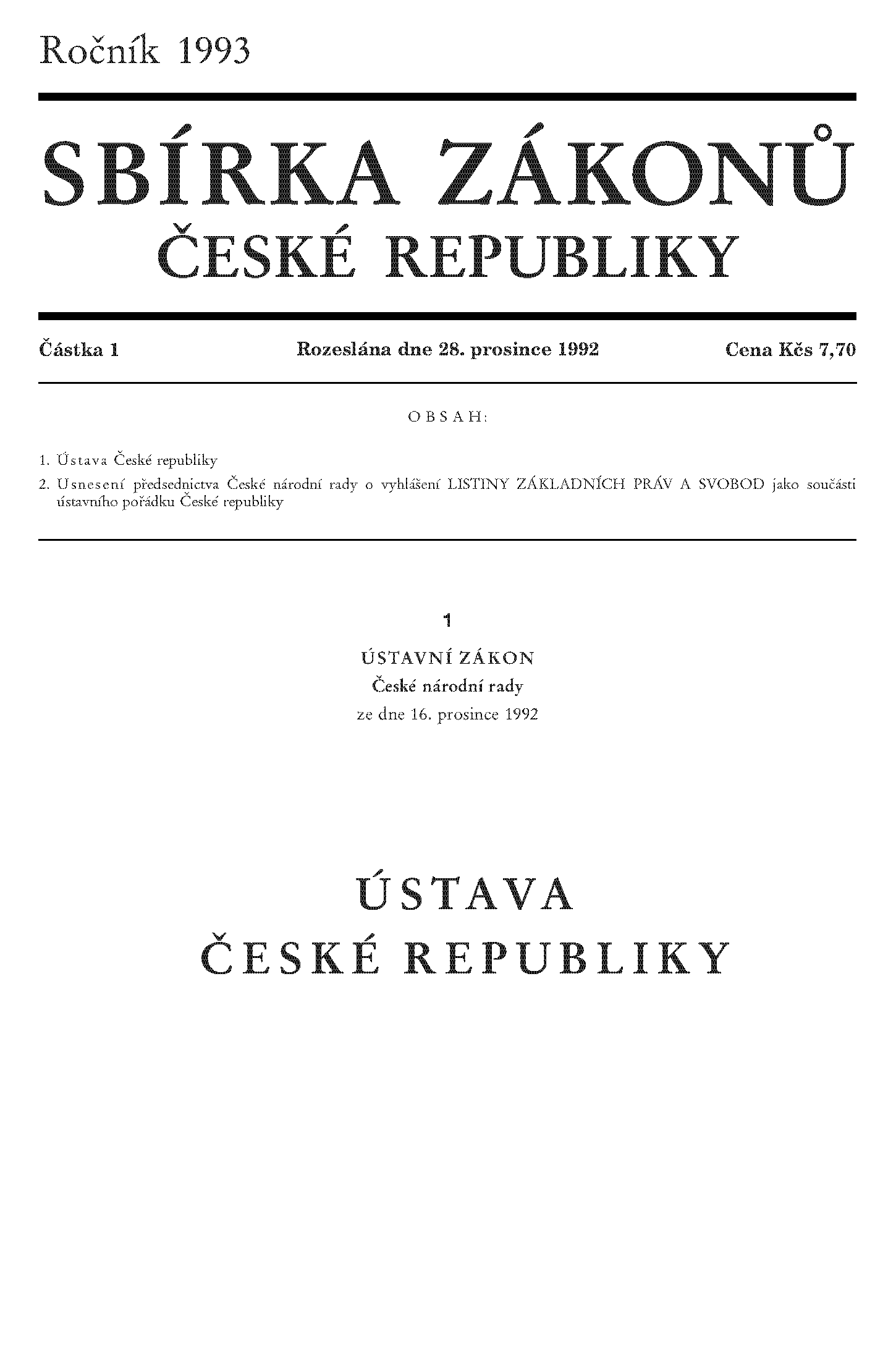
A cseh alkotmány első oldala a cseh joggyűjteményben, mint 1993-as évi 1. törvény.

Csehország Alkotmánya (csehül Ústava České republiky) a Cseh Köztársaság alaptörvénye. A hatályos alkotmányt 1992. december 16-án fogadta el a Cseh Nemzeti Tanács. 1993. január 1-jén lépett hatályba, lecserélve az 1960-as csehszlovák alkotmányt, illetve az 1968/143-as alkotmányerejű törvényt. Ezzel egyidejűleg került sor jogi értelemben Csehszlovákia békés felbomlására: megszületett Csehország és Szlovákia.
Az Alkotmány olyan alkotmányerejű törvény, amely más alkotmányerejű törvényekkel együtt jelenti a Cseh Köztársaság alkotmányos rendjét (vagy a kisbetűs alkotmányt). Az Alapvető Jogok és Szabadságok Chartája (Listina základních práv a svobod, No. 2/1993 Coll.), amely ugyanilyen fontos alkotmány erejű törvény, az emberi és a polgári jogokról rendelkezik, az Alkotmány pedig az állam szuverenitásáról, területi integritásáról, és meghatározza az állam kormányzására szolgáló intézményeket.
Az Alkotmány preambulumból és 8 fejezetből áll. Az alapvető szabályokat hosszú fejezetek követik a törvényhozásról, a végrehajtó hatalomról (Csehország kormánya), az elnökről (Csehország elnöke) és az igazságszolgáltatásról (illetve az Alkotmánybíróságról). Rövidebb fejezetek szólnak a Legfelsőbb Számvevőszékről, a Cseh Nemzeti Bankról és a helyi önkormányzatokról. Az Alkotmányt átmeneti rendelkezések zárják.
2013 áprilisáig a cseh Alkotmányt nyolcszor módosították. A legfontosabb módosítás a 2001-es 395. törvény volt (az Európai Unióhoz való csatlakozás jogi kereteiről), és a 2011-es 71. törvény, amely 2012 októberében lépett hatályba és a köztársasági elnök közvetlen választásáról szólt.

## Története

### Csehszlovákia föderalizációja
A Csehszlovák Szocialista Köztársaság Nemzetgyűlésének 1968. október 27-ei ülésén együtt terjesztette elő a Csehszlovák Szövetség Alkotmányerejű Törvényét a Cseh Nemzeti Tanács, a Szlovák Nemzeti Tanács és a csehszlovák kormány. Még ugyanaznap elfogadták, "Alkotmányerejű Törvény No. 143/1968 Coll." néven. 1969. január 1-jén lépett hatályba, létrehozva a Cseh Szocialista Köztársaságot és a Szlovák Szocialista Köztársaságot. A föderációban ezek egyenlő jogokkal rendelkeztek. A törvény 142. szakaszának 2. paragrafusa kimondta, hogy mindkét köztársaság meg fogja alkotni a maga alkotmányát. A törvény előírta azt is, hogy három alkotmánybíróságot hoznak létre. A változásokat azonban nem hajtották végre a csehszlovák visszarendeződés, az 1968-as reformpolitikától való visszalépés miatt.

Ténylegesen Csehszlovákia csak addig működött föderációként, amíg 1970 decemberében meghozták a 125/1970 Coll. törvényt. Ennek magyarázó jegyzetei világosan kimondták "a föderáció központi kormánya strukturális szerepe erősítésének" szükségességét. Ez a törvény 37 helyen változtatott, vagy adott hozzá a korábbi törvényhez, és ezzel gyakorlatilag felszámolta az eredeti föderalizációs tervet, és elvette a köztársasági kormányzatok hatalmának jórészét. Ezzel Csehszlovákia 1970-től ténylegesen egységes állammmá vált, amely csak prima facie rendelkezett a szövetségi államok jegyeivel. 
Ezt követően Csehszlovákia Kommunista Pártja 1986 tavaszán tartott 17. kongresszusa mondta ki először, hogy szükség van egy új szövetségi alkotmányra. 1987-ben erre a feladatra Marián Čalfa vezetésével munkacsoport állt fel. 1988 novemberében Miloš Jakeš vezetése alatt 153-fős bizottság alakult a Kommunista Párt és a Nemzeti Front küldötteiből. Az új alkotmányt a Kommunista Párt 18. kongresszusa után akarták meghozni 1990 folyamán. A legutolsó változat szerint egyetlen alkotmánya lett volna a föderációnak és a két tagköztársaságnak, a szöveg a korábbi alkotmánytól eltérően nem tartalmazta a Kommunista Párt vezető szerepét, és némileg kibővítette az alapvető emberi jogok listáját. 

1989 őszén a Szövetségi Gyűlés tagjainak egy csoportja előterjesztett egy javaslatot egy alkotmányerejű törvényről az új alkotmány meghozásának módjáról.  

## Fordítás
- Ez a szócikk részben vagy egészben  a   Constitution of the Czech Republic című angol Wikipédia-szócikk ezen változatának fordításán alapul.  Az eredeti cikk szerkesztőit annak laptörténete sorolja fel. Ez a jelzés csupán a megfogalmazás eredetét és a szerzői jogokat jelzi, nem szolgál a cikkben szereplő információk forrásmegjelöléseként.